# Trossingen

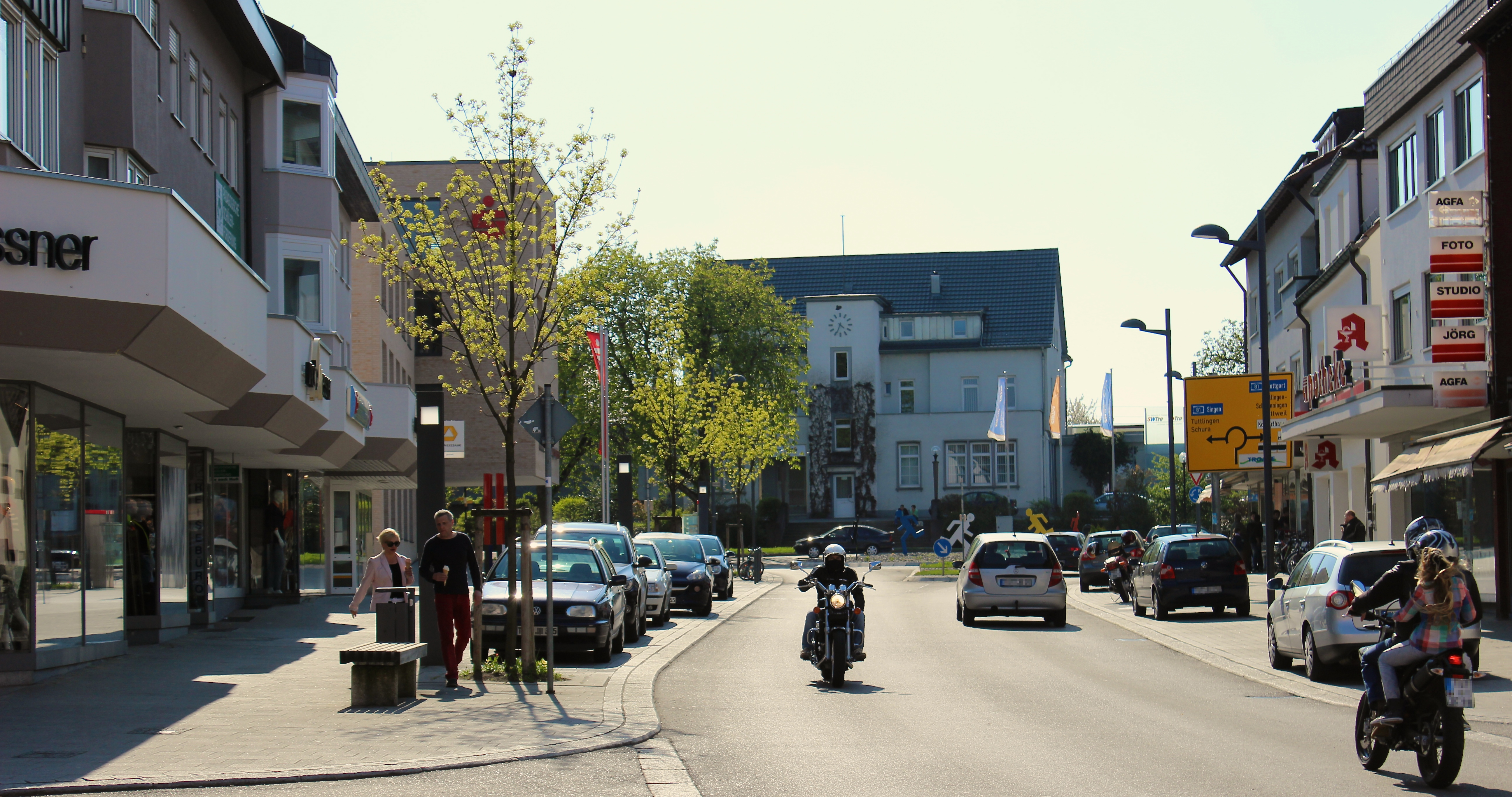
Blick von der Hauptstraße zum Bahnhof

Trossingen ist eine Kleinstadt auf der Baar in Baden-Württemberg. Die zweitgrößte Stadt des Landkreises Tuttlingen liegt inmitten der Region Schwarzwald-Baar-Heuberg. Die Hochschulstadt Trossingen ist Sitz einer staatlichen Musikhochschule, einer traditionsreichen Musikinstrumentenindustrie sowie verschiedener überregionaler musikalischer Einrichtungen und mehrerer Verbände aus dem Bereich Musik. Trossingen bezeichnet sich daher auch als Musikstadt.

## Geographie

### Geographische Lage
Trossingen liegt in 660 bis 760 m ü. NHN am nördlichen Rand der Baar-Hochebene. Der Stadtteil Trossingen selbst liegt am Trosselbach, der in den Hagenbach und weiter in die Prim fließt. Der südlich gelegene Stadtteil Schura wird von der europäischen Wasserscheide durchzogen und liegt am Schönbach, der über die Elta in die Donau entwässert. Der Neckar fließt nur wenige Kilometer westlich an Trossingen vorbei, die Donau etwa 20 Kilometer südlich. 
Der Hohenlupfen (zwischen Talheim und Durchhausen) und Hohenkarpfen (südlich von Gunningen und Hausen ob Verena) sind zwei markante Berge in der näheren Umgebung. Etwa 15 Kilometer westlich beginnt der Schwarzwald, etwa zehn Kilometer östlich die Schwäbische Alb mit dem Klippeneck. Donaueschingen ist rund 20 Kilometer, der Bodensee etwa 40 Kilometer entfernt. Die nächste größere Stadt Villingen-Schwenningen liegt etwa 13 Kilometer westlich von Trossingen.

### Nachbargemeinden
Mit den Gemeinden Durchhausen, Gunningen und Talheim ist Trossingen eine vereinbarte Verwaltungsgemeinschaft eingegangen. Tuningen (Schwarzwald-Baar-Kreis), Weigheim (Stadt Villingen-Schwenningen), Deißlingen (Kreis Rottweil), Aixheim (Gemeinde Aldingen) und Aldingen sind weitere Nachbargemeinden, für die die Stadt als Unterzentrum verschiedene Aufgaben wahrnimmt.

### Stadtgliederung
Trossingen besteht aus den beiden Stadtteilen Trossingen und Schura. Die Stadtteile sind räumlich identisch mit den früheren Gemeinden gleichen Namens und bilden Wohnbezirke im Sinne der baden-württembergischen Gemeindeordnung. Im Stadtteil Schura ist eine Ortschaft im Sinne der baden-württembergischen Gemeindeordnung mit eigenem Ortschaftsrat und Ortsvorsteher als dessen Vorsitzendem eingerichtet.
Zum Stadtteil Schura gehört das Dorf Schura. Zum Stadtteil Trossingen gehören die Stadt Trossingen, die Höfe Bruderhalde, Eschbach, Hirschweiden, Kleiner Heuberg, Löhlebühl und Rennplatz sowie die Häuser Deibhalde und Heimgarten. In Trossingen aufgegangen sind die Ortschaften Niederhofen und Sontheim. Außerdem liegen in Trossingen die Wüstungen Hangendenhausen, Schindlingen und Talhausen.
In den 1990er Jahren wurde auf einer Anhöhe im Südwesten des Stadtteils Trossingen das Neubaugebiet Gölten gebaut. Es befindet sich nur etwa 500 Meter nördlich von Schura.

### Klima
Das Klima wird von den Einheimischen als oft rau und trocken charakterisiert. Vom Südwesten her wird das Klima vom eher kalten und trockenen Klima der Baar beeinflusst, vom Norden und Osten vom rauen Klima der Schwäbischen Alb. Die mittlere Niederschlagsmenge liegt bei 800 bis 900 mm, die mittlere Jahrestemperatur bei 8 °C, der Wind weht vorwiegend von West bis Süd. „Schwületage“ sind eher selten: Vier bis sechs Tage sind normal, in der Rheinebene sind es 14 Tage. Frosttage sind recht häufig: zwischen 130 und 150 Tage im Jahr (zum Vergleich: Freiburg durchschnittlich 49, Stuttgart 88).
Trossingen liegt in der Nähe eines der sonnenreichsten Orte Deutschlands: Das wenige Kilometer entfernte Klippeneck hat durchschnittlich etwa 1915 Sonnenstunden im Jahr.

### Schutzgebiete
In Trossingen liegen die Landschaftsschutzgebiete Trosselbachtal und Sommerschafweide mit Baum- und Heckenbeständen südlich der Straße Trossingen-Aldingen im Gewand Auwasen. Außerdem liegt südöstlich der Stadt ein kleines Teilgebiet des FFH-Gebiets Baar, Eschach und Südostschwarzwald. Südwestlich von Schura beginnt das Vogelschutzgebiet Baar.

## Geschichte

### Trossingen als Alamannendorf

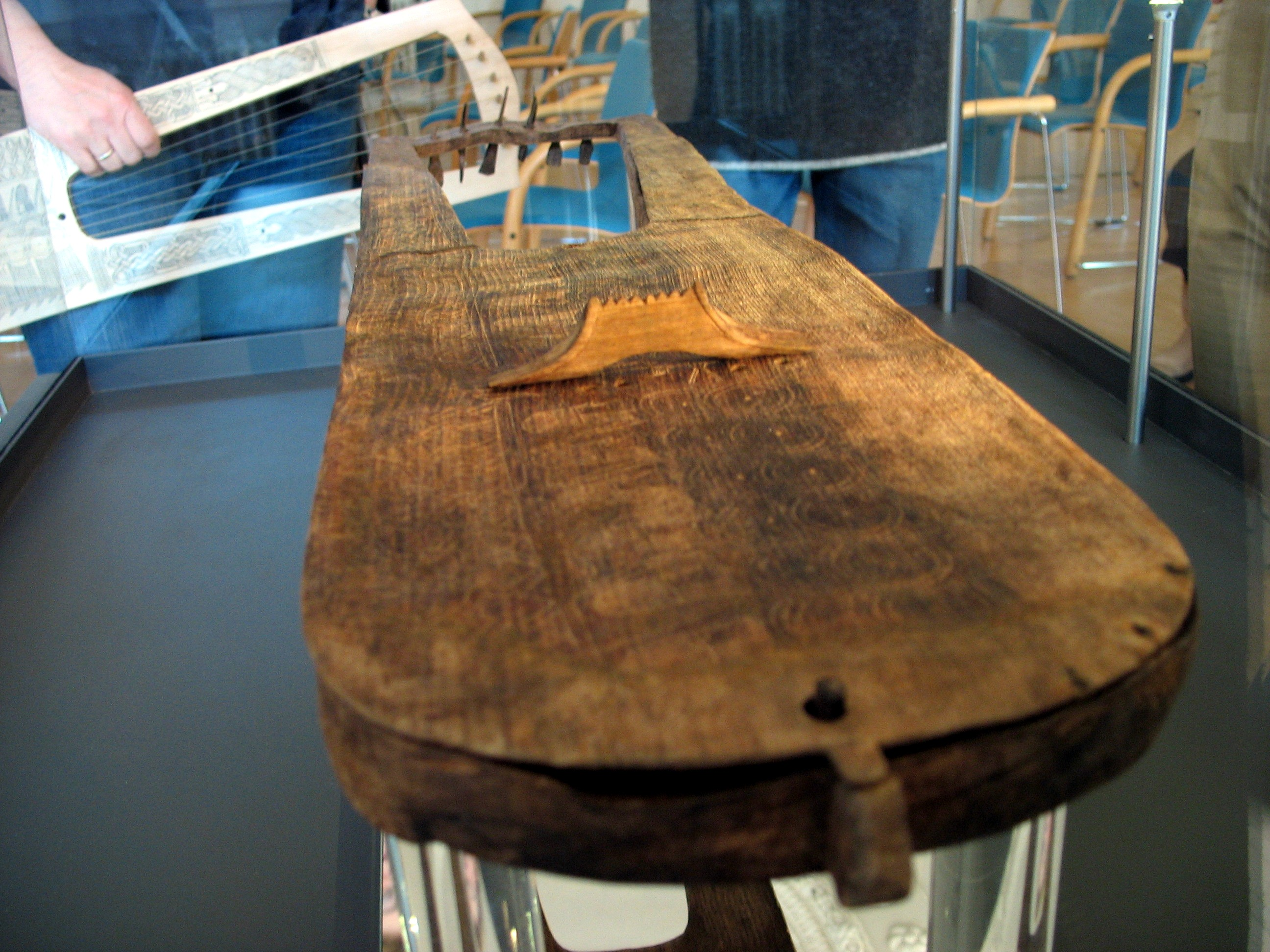
„Trossinger Leier“, gefunden in alamannischer Grabstätte

Trossingen befindet sich auf einem Gebiet, das bis zum Jahre 73 n. Chr. von Kelten besiedelt wurde. Dann stießen römische Truppen in die Region vor und errichteten auf Trossinger Gemarkung mehrere Gutshöfe. Als die Alamannen um 260 den Limes durchbrachen, wurde das Gebiet nach 200 Jahren römischer Herrschaft von diesen aufgegeben und von den Alamannen übernommen. Es handelt sich um eines der Kerngebiete des alamannischen Herzogtums, das 748 dem Machtbereich der fränkischen Könige angegliedert wurde. Bereits 1873 wurden erste alamannische Gräber mit gut erhaltenen Beigaben aufgedeckt. Im Jahre 2001 wurden erneut Gräber auf der Löhr entdeckt, darunter das mittlerweile in Fachkreisen berühmte Trossinger Leiergrab.

### Mittelalter
Erstmals erwähnt wurde der Ort im Jahre 797 in einer Urkunde des Klosters St. Gallen. Von dort aus wurde Trossingen vermutlich auch im 8. Jh. christlich missioniert. Im 9. Jahrhundert entstanden die Siedlungen Sontheim, T(h)alhausen und Hangendenhausen, die später wieder abgingen. Im späten Mittelalter wechselte die Herrschaft mehrmals, wie Verträge zwischen dem Kloster Reichenau und der Reichsstadt Rottweil belegen. Aus dem 13. Jahrhundert berichten Geschichtsbücher von den Maiern von Trossingen, die als ritterliche Dienstleute des Klosters arbeiteten, bis sich Mitte des 15. Jahrhunderts ihre wirtschaftliche Grundlage immer weiter verschlechterte und viele (um ihren Lebensstandard besorgt) Schulden machten oder Besitz verkauften. Im Jahre 1444 kam Trossingen zum Stabsamt Tuttlingen und damit zur Grafschaft Württemberg.

### Frühe Neuzeit
Im Jahre 1534 wurde in Trossingen, wie im ganzen Herzogtum Württemberg, die Reformation eingeführt. Der neue Glaube breitete sich unter Mitwirkung des Trossinger Reformators Johannes Spreter rasch aus. Der Ort war bis in die zweite Hälfte des 19. Jahrhunderts rein evangelisch. Im Dreißigjährigen Krieg wurde Trossingen 1633 in zwei Raubzügen der Villinger völlig niedergebrannt. Die Einwohnerschaft wurde zerstreut und viele Menschen starben in diesen Jahren. Um 1648 hatte Trossingen wieder 150 Einwohner und bekam 1651 einen eigenen Pfarrer, nachdem es zuvor seit 1640 Filiale von Aldingen war.
Auch in der zweiten Hälfte des 17. Jahrhunderts bis 1714 wurden die Trossinger leidgeprüft, als in der Zeit des Pfälzischen und des Spanischen Erbfolgekriegs immer wieder Durchmärsche französischer, österreichischer und bayrischer Truppen mit Plünderungen stattfanden. 1743 bis 1746 wurde eine neue evangelische Kirche gebaut, die erst seit 1933 „Martin-Luther-Kirche“ genannt wird. War Trossingen anfangs rein bäuerlich geprägt, so gab es bereits im 18. Jahrhundert auch Handwerker wie Töpfer, Schuhmacher, Schreiner und Schneider.
Bei der Umsetzung der neuen Verwaltungsgliederung im 1806 gegründeten Königreich Württemberg wurde Trossingen und der Nachbarort Schura dem Oberamt Tuttlingen zugeordnet.

### Die Entwicklung zur Musikstadt

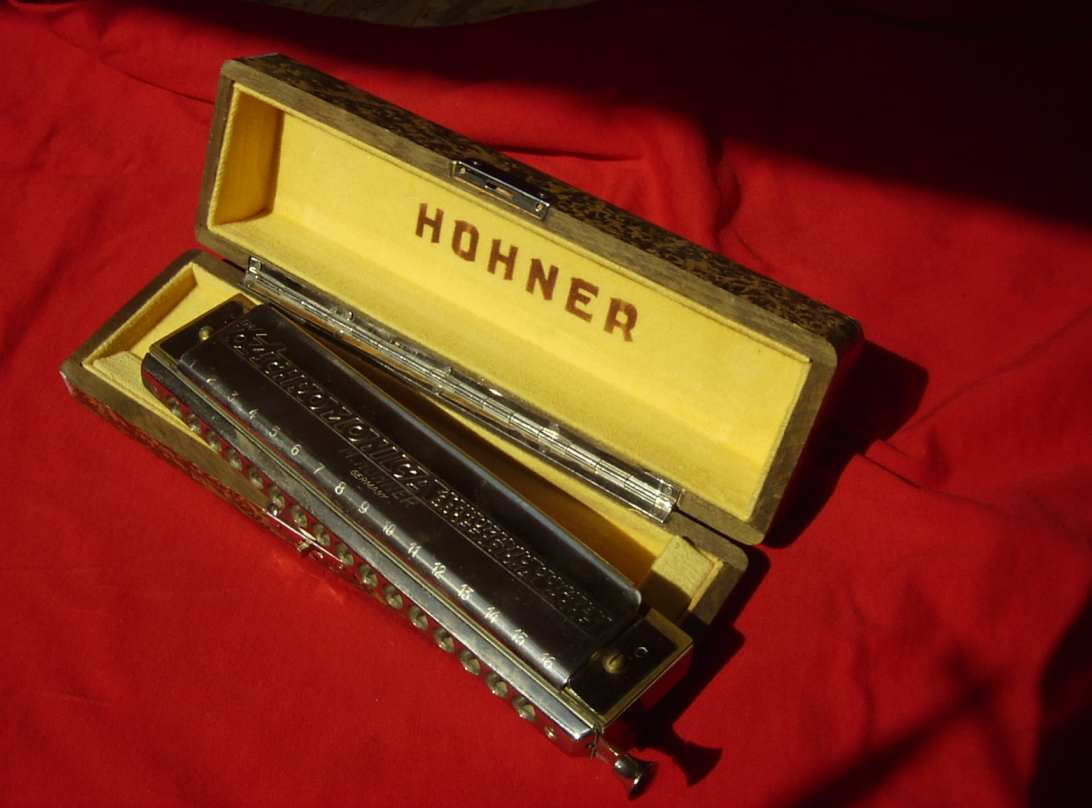
Die Mundharmonika machte Trossingen zur Musikstadt

Im Jahre 1827 brachte der Nachbar („das Uhrenmännle“) von Christian Messner (auch „Zeug-Christe“ genannt, weil dieser Zeugmacher war) die erste Mundharmonika von Wien nach Trossingen. Christian Messner baute die Harmonika 1830 nach und wurde der erste „Bläslemacher“. Er gilt deshalb als Begründer der Trossinger Harmonika-Industrie. 1857 gründete Matthias Hohner sein eigenes Unternehmen, das später als Matth. Hohner AG weltbekannt wurde. Neben Messner und Hohner gründeten auch Andreas Koch, Christian Weiß 1855 und einige mehr weitere Harmonikafabriken, die Jahrzehnte später von Hohner übernommen wurden. Ab den 1880er Jahren setzte eine rasante wirtschaftliche Entwicklung ein. Trossingen wurde weltweit Mittelpunkt der Harmonika-Industrie.
Mit der als Privatbahn betriebenen Trossinger Eisenbahn erhielt die Stadt 1896 über eine vier Kilometer lange elektrifizierte Trasse von der Innenstadt zum sogenannten Staatsbahnhof direkten Zugang zum Streckennetz der Württembergischen Eisenbahn.

### Frühes 20. Jahrhundert

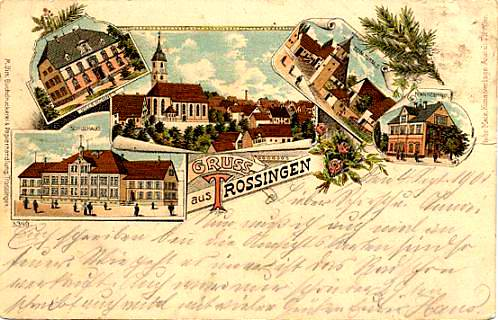
Trossingen 1903

Erstmals 1911 stieß man bei Grabungsarbeiten auf Knochen des etwa 200 Millionen Jahre alten Plateosaurus; bis 1932 wurden hier die meisten erhaltenen Skelette der Art gefunden. Im Jahre 1912 gründete der spätere NSDAP-Ortsgruppenleiter Fritz Kiehn die „Efka-Werke“, die vor allem Zigarettenpapier produzierten und sich zum zweiten großen Arbeitgeber neben der Matth. Hohner AG entwickelten. 1927, anlässlich der 100-Jahr-Feier der Harmonika-Industrie, erfolgte die Verleihung der Stadtrechte. Trossingen hatte zu dieser Zeit knapp 6000 Einwohner, die Harmonika-Industrie hatte ihre Blüte erreicht und beschäftigte vor dem Zweiten Weltkrieg rund 5000 Arbeiter in Trossingen und in einem ausgedehnten Filialsystem auf der Baar und dem Heuberg. Die Harmonika-Industrie dominierte das wirtschaftliche und gesellschaftliche Leben der Stadt; über viele Jahrzehnte hinweg konnten im Rathaus kaum einschneidende Entscheidungen ohne Hohners Zustimmung gefällt werden. In der Blütezeit der Harmonikafertigung wurden über 30 Millionen Mundharmonikas und 30.000 Akkordeons gefertigt.
Bei der Kreisreform während der NS-Zeit in Württemberg wurde Trossingen 1938 dem Landkreis Tuttlingen zugeschlagen.
Auch Trossingen hatte unter dem Zweiten Weltkrieg stark zu leiden. Über 400 gefallene und vermisste Soldaten sind zu beklagen. Außerdem gab es 1945 im Februar und im April Luftangriffe. Der Einmarsch der französischen Truppen erfolgte am 21. April 1945.
Soweit bekannt gab es vor 1945 in Trossingen keine jüdischen Einwohner.
Seit Oktober 2021 wurden insgesamt zehn Stolpersteine verlegt. Damit wird denen gedacht, die ab 1940 im Rahmen der Aktion T4 in der Tötungsanstalt Grafeneck ermordet wurden. Es wird recherchiert, ob es weitere NS-Opfer aus Trossingen gab.

### Nach dem Zweiten Weltkrieg
1945 wurde Trossingen Teil der Französischen Besatzungszone und erfuhr somit 1947 die Zuordnung zum neu gegründeten Land Württemberg-Hohenzollern, welches 1952 im Land Baden-Württemberg aufging.
Die schlechte Ernährungslage und die strengen Nachkriegswinter machten den Trossingern besonders zu schaffen. Vor diesem Hintergrund stellte die Aufnahme von rund 1800 Vertriebenen und Flüchtlingen aus dem deutschen Osten eine besondere Herausforderung dar. In den folgenden Jahren entstanden rund um die Stadt mehrere Neubaugebiete.

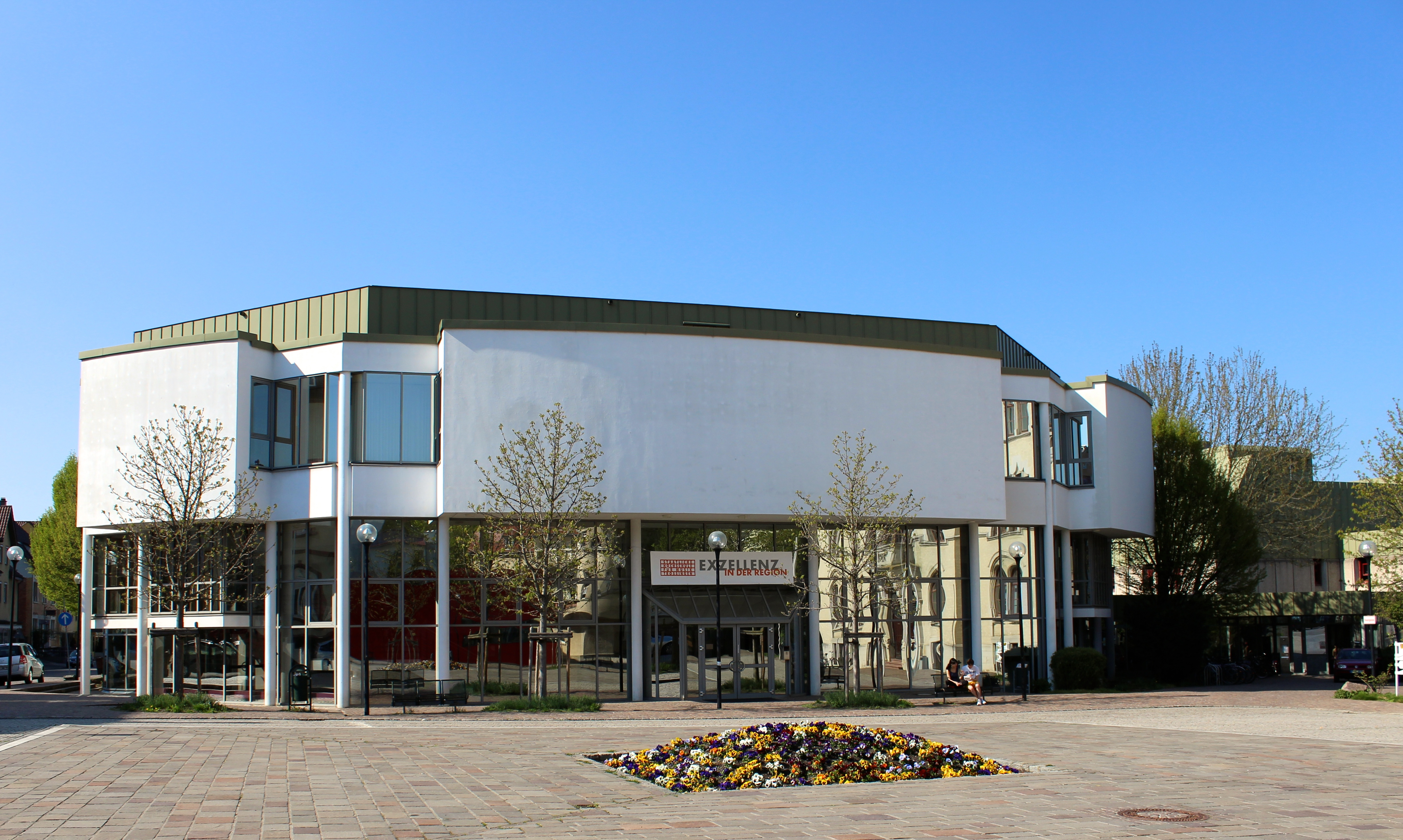
Die Musikhochschule heute

Als Vorgängerin der heutigen Staatlichen Hochschule für Musik Trossingen erhielt 1946 das im Krieg nach Trossingen ausgelagerte „Staatliche Hochschulinstitut für Musikerziehung an der Universität Heidelberg“ die Bezeichnung „Staatliches Hochschulinstitut für Musikerziehung Trossingen“. Weitere musikalische Institutionen wurden in den folgenden Jahren in Trossingen eingerichtet. Als wichtigste im Laienmusikbereich wurde Anfang der 1970er Jahre die „Bundesakademie für musikalische Jugendbildung“ errichtet. Für die Akkordeonszene von großer Bedeutung ist das Hohner-Konservatorium, das als staatlich anerkannte Berufsfachschule Akkordeonlehrer ausbildet. Weiter haben in Trossingen der Bundesmusikverband Chor & Orchester (BMCO) und der Deutsche Harmonikaverband (DHV) ihren Sitz. Trossingen kann sich zu Recht mit dem Titel „weltbekannte Musikstadt“ schmücken.

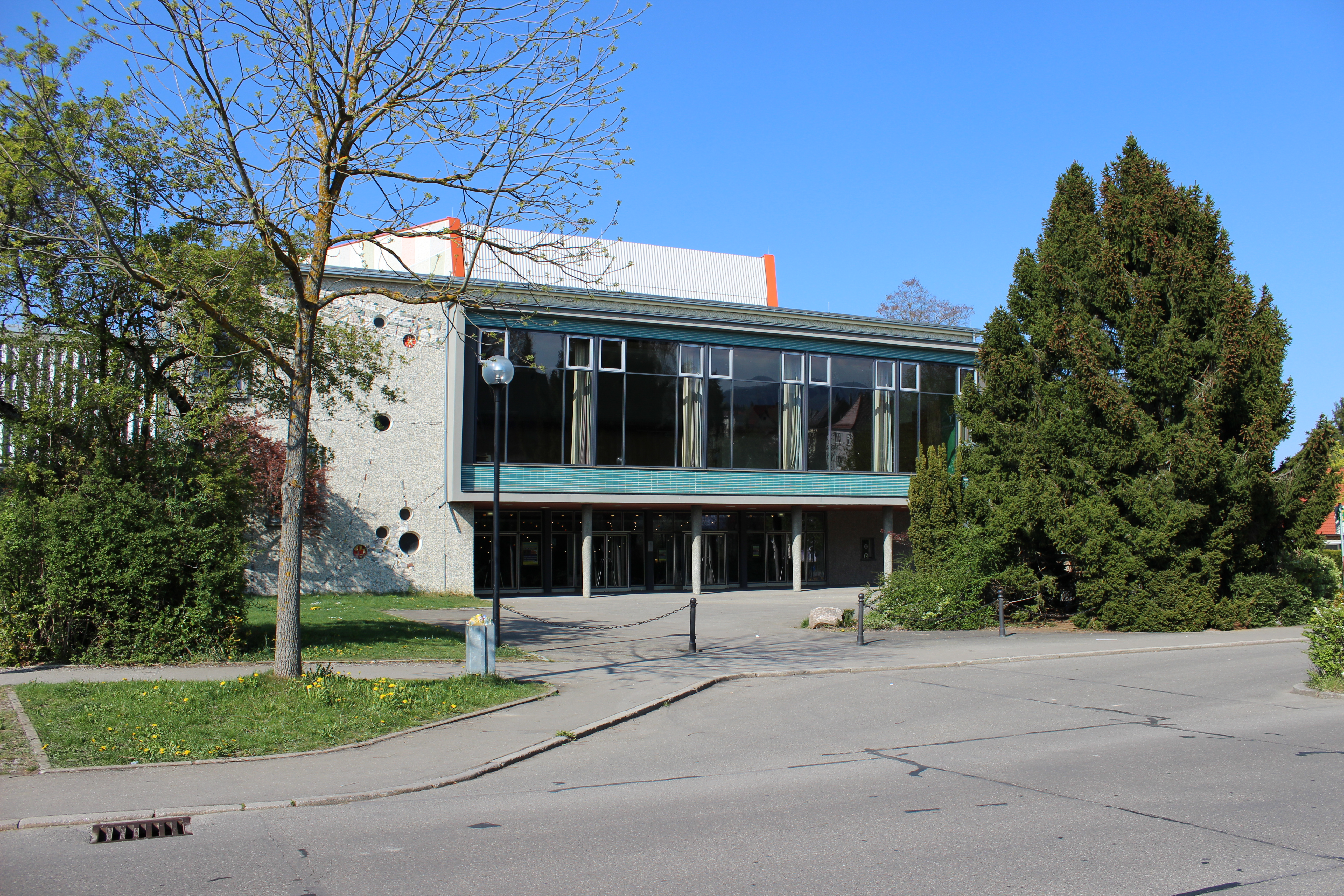
Das Dr.-Ernst-Hohner-Konzerthaus

Die 1950er Jahre waren auch in Trossingen vom sogenannten Wirtschaftswunder geprägt. Zahlreiche bedeutende Bauwerke und Einrichtungen entstanden in diesen Jahren: das Freibad (1952), das Kreiskrankenhaus (1953), das Dr.-Karl-Hohner-Bürgerheim (1955), das Johannes-Brenz-Gemeindehaus (1956), die Fritz-Kiehn-Sporthalle (1957), das Dr.-Ernst-Hohner-Konzerthaus (1960) und die Löhrschule (1961). Höhepunkt der 1950er Jahre und der Hohner-Firmengeschichte war 1957 das Jubiläum „100 Jahre Hohner“. Im neuen Schulzentrum wurde 1967 das Progymnasium zur Vollanstalt ausgebaut, 1974 entstand die neue Realschule.
Umstritten ist nach wie vor die Beziehung der Stadt Trossingen zu ihrem ehemaligen Ehrenbürger Fritz Kiehn, der im Dritten Reich Unternehmen „arisierte“ und zu einer Schlüsselfigur der NSDAP-Propaganda im südlichen Württemberg aufstieg. Von 1935 bis 1945 war er Ehrenbürger, dann wurde ihm die Ehrenbürgerschaft abgesprochen. 1953 wurde er mit großer Mehrheit in den Gemeinderat gewählt und wurde danach wieder als Ehrenbürger angesprochen. Heute trägt noch die durch seine finanzielle Unterstützung 1957 gebaute städtische Sporthalle seinen Namen. Im Jahre 2000 hat der Gemeinderat die Aberkennung der Ehrenbürgerwürde von 1945 endgültig bestätigt. 2010 nahm der Trossinger Gemeinderat das 75-jährige Bestehen der katholischen Theresienkirche zum Anlass, den bisherigen Fritz-Kiehn-Platz (seit 1960) in Theresienplatz umzubenennen.
1970, als im Land die Kreisreform zur Debatte stand, entschied sich in einer Bürgeranhörung nur eine sehr knappe Mehrheit der Trossinger (1540 zu 1509 Stimmen) für ein Verbleiben im Landkreis Tuttlingen. Die Alternative wäre ein Wechsel in den neugeschaffenen Schwarzwald-Baar-Kreis gewesen. Im Rahmen der Gemeindereform erfolgte 1971 die freiwillige Eingemeindung von Schura nach Trossingen.
Mit der Kreisreform in Baden-Württemberg wechselte die Stadt Trossingen 1973 als Teil des Landkreises Tuttlingen vom Regierungsbezirk Südwürttemberg-Hohenzollern zum Regierungsbezirk Freiburg.

### Neueste Geschichte

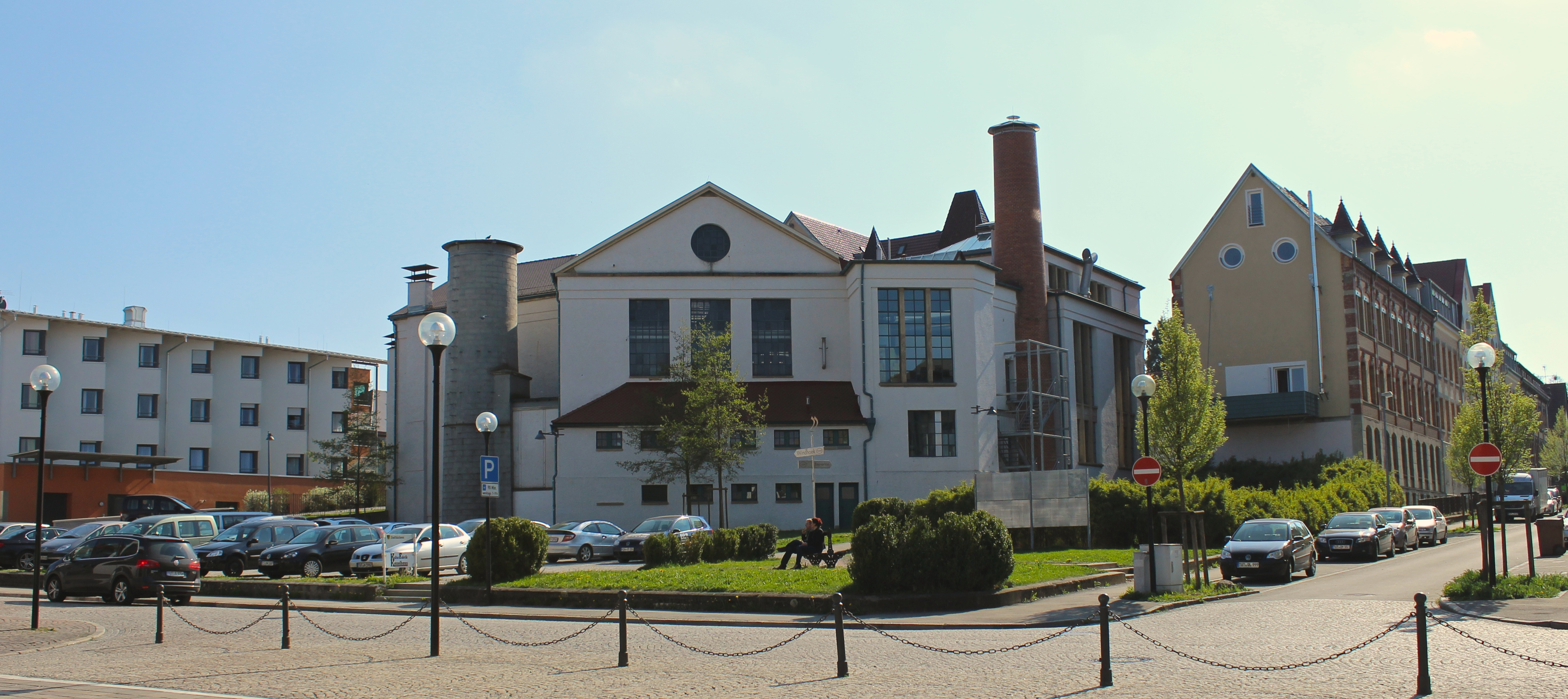
Früher Fabrikgebäude, heute Veranstaltungsort: Kulturfabrik Kesselhaus

Trossingens Infrastruktur hatte in den 1970er Jahren einige Verluste zu erleiden. Es schlossen die Berufsschule und das Kreiskrankenhaus, für das das Nachsorgekrankenhaus Bethel ein Ersatz ist. Des Weiteren wurde in den 1970er Jahren die geplante Errichtung einer Giftmülldeponie bei Durchhausen, in unmittelbarer Nähe des Stadtteiles Schura, gestoppt. 1977 wurde mit dem Heimatmuseum „Auberlehaus“ noch einmal ein Glanzstück geschaffen. In der Stadtmitte wurde die Musikhochschule durch Neubauten in bislang vier Bauabschnitten (1978 bis 2006) neben dem historischen „Hohner-Areal“ ein dominierender Faktor. Durch den Zuzug von zahlreichen Aussiedlern, vor allem aus den Gebieten der ehemaligen Sowjetunion und aus Rumänien, stieg die Einwohnerzahl stark an.

Seit den 1970er Jahren ging die Zahl der Beschäftigten der Matth. Hohner AG stetig zurück (im Krisenjahr der Matth. Hohner AG 1987/87 hatte sie insgesamt schon weniger als 1000 Beschäftigte; vgl. dazu den Höchststand von 5000 im Jahr 1939). Nachdem bereits 1982 neue Fertigungsgebäude im Gewerbegebiet am Stadtrand gebaut worden waren, verließ die Hohner AG 1995 endgültig das alte Firmengelände in der Stadtmitte und bezog einen weiteren Neubau im Gewerbegebiet. Ein Großteil der alten Fabrikgebäude wurde abgerissen. Der hohe Schornstein des Hohner-Kraftwerks, ein Wahrzeichen der Stadt, wurde gesprengt. Der Niedergang der Harmonikaindustrie initiierte einen Strukturwandel in der von „Monokultur“ geprägte Trossinger Wirtschaft.

Im Jahre 1996 feierte die evangelische Kirchengemeinde das 250-jährige Bestehen ihrer Martin-Luther-Kirche und 1997 feierte die ganze Stadt „1200 Jahre Trossingen“. Während der Jahre 2005 bis 2009 erhielt Trossingens Zentrum ein neues Gesicht, da das ehemalige Hohner-Gelände neu gestaltet und auch der Marktplatz und die Hauptstraße saniert wurden. Außerdem dehnte sich die Stadt durch neue Wohngebiete im Norden weiter aus. Im Sommer 2006 war Trossingen aufgrund eines schlimmen Hagelunwetters international in den Nachrichten: Hagelkörner von etwa zehn Zentimeter Durchmesser forderten zahlreiche Verletzte und verursachten Sachschäden in dreistelliger Millionenhöhe.

### Eingemeindungen
Die Gemeinde Schura wurde am 1. Dezember 1971 nach Trossingen eingemeindet, Talheim am 1. Januar 1975; die Eingemeindung Talheims wurde vom baden-württembergischen Staatsgerichtshof am 1. April 1976 aufgehoben.

### Einwohnerentwicklung
| Jahr | Einwohner |      | Jahr   | Einwohner |
| ---- | --------- | ---- | ------ | --------- |
| 1816 | 1.665     | 1965 | 10.524 |           |
| 1880 | 2.649     | 1975 | 12.102 |           |
| 1890 | 2.951     | 1985 | 11.264 |           |
| 1900 | 3.681     | 1995 | 14.507 |           |
| 1910 | 5.146     | 2003 | 15.006 |           |
| 1927 | 5.794     | 2005 | 15.153 |           |
| 1935 | 6.285     | 2012 | 15.298 |           |
| 1945 | 7.483     | 2015 | 16.007 |           |
| 1955 | 8.930     | 2020 | 17.023 |           |

## Politik

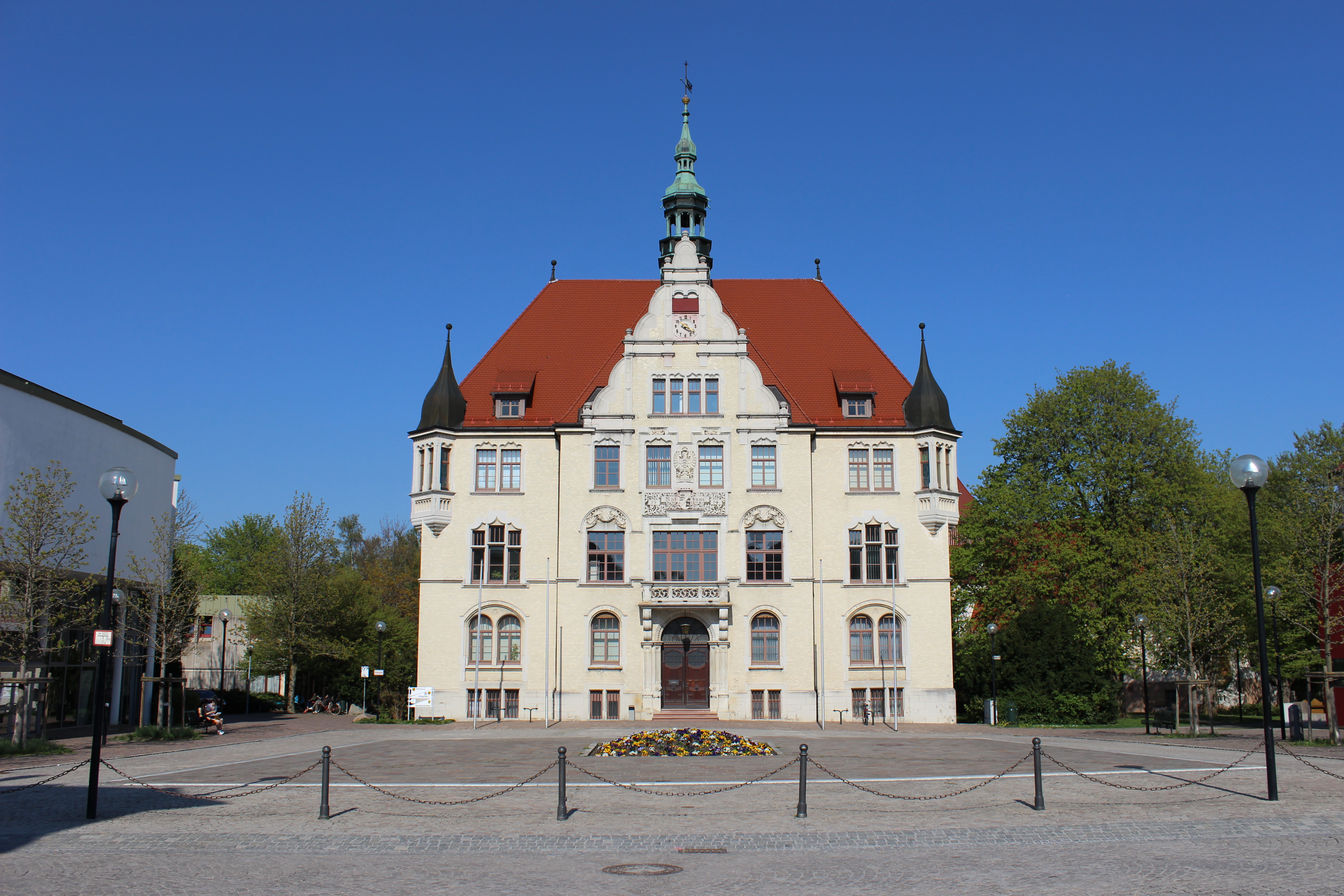
Rathaus

### Gemeinderat
Der Gemeinderat besteht aus den 23 gewählten ehrenamtlichen Gemeinderäten und dem Bürgermeister als Vorsitzendem. Der Bürgermeister ist im Gemeinderat stimmberechtigt.
In Trossingen wird der Gemeinderat nach dem Verfahren der unechten Teilortswahl gewählt. Dabei kann sich die Zahl der Gemeinderäte, die regulär bei 22 liegt, durch Überhangmandate erhöhen. Hierbei stehen der Kernstadt Trossingen mindestens 19 Sitze zu, dem Stadtteil Schura mindestens 3 Sitze. Im Stadtteil Schura ist zudem ein Ortschaftsrat mitsamt einem hauptamtlichen Ortsvorsteher eingerichtet.
Die Kommunalwahl am 9. Juni 2024 führte zu folgendem Endergebnis (mit Vergleichszahlen der Wahl 2019):
| Parteien und Wählergemeinschaften | Parteien und Wählergemeinschaften           | % 2024  | Sitze 2024 | % 2019 | Sitze 2019 | Kommunalwahl 2024 %3020100 29,65 %26,86 %15,33 %11,51 %13,08 %n. k. %3,58 % FWCDUFDPOGLSPDTNGAfDGewinne und Verlusteim Vergleich zu 2019 %p 8 6 4 2 0 −2 −4 −6+5,65 %p+2,86 %p−4,37 %p−3,39 %p+6,28 %p−5,4 %p−1,62 %pFWCDUFDPOGLSPDTNGAfD |
| FW                                | Freie Wähler                                | 29,65   | 7          | 24,0   | 6          | Kommunalwahl 2024 %3020100 29,65 %26,86 %15,33 %11,51 %13,08 %n. k. %3,58 % FWCDUFDPOGLSPDTNGAfDGewinne und Verlusteim Vergleich zu 2019 %p 8 6 4 2 0 −2 −4 −6+5,65 %p+2,86 %p−4,37 %p−3,39 %p+6,28 %p−5,4 %p−1,62 %pFWCDUFDPOGLSPDTNGAfD |
| CDU                               | Christlich Demokratische Union Deutschlands | 26,86   | 6          | 24,0   | 5          | Kommunalwahl 2024 %3020100 29,65 %26,86 %15,33 %11,51 %13,08 %n. k. %3,58 % FWCDUFDPOGLSPDTNGAfDGewinne und Verlusteim Vergleich zu 2019 %p 8 6 4 2 0 −2 −4 −6+5,65 %p+2,86 %p−4,37 %p−3,39 %p+6,28 %p−5,4 %p−1,62 %pFWCDUFDPOGLSPDTNGAfD |
| FDP                               | Freie Demokratische Partei                  | 15,33   | 3          | 19,7   | 5          | Kommunalwahl 2024 %3020100 29,65 %26,86 %15,33 %11,51 %13,08 %n. k. %3,58 % FWCDUFDPOGLSPDTNGAfDGewinne und Verlusteim Vergleich zu 2019 %p 8 6 4 2 0 −2 −4 −6+5,65 %p+2,86 %p−4,37 %p−3,39 %p+6,28 %p−5,4 %p−1,62 %pFWCDUFDPOGLSPDTNGAfD |
| SPD                               | Sozialdemokratische Partei Deutschlands     | 13,08   | 3          | 06,8   | 2          | Kommunalwahl 2024 %3020100 29,65 %26,86 %15,33 %11,51 %13,08 %n. k. %3,58 % FWCDUFDPOGLSPDTNGAfDGewinne und Verlusteim Vergleich zu 2019 %p 8 6 4 2 0 −2 −4 −6+5,65 %p+2,86 %p−4,37 %p−3,39 %p+6,28 %p−5,4 %p−1,62 %pFWCDUFDPOGLSPDTNGAfD |
| OGL                               | Offene Grüne Liste                          | 11,51   | 3          | 14,9   | 3          | Kommunalwahl 2024 %3020100 29,65 %26,86 %15,33 %11,51 %13,08 %n. k. %3,58 % FWCDUFDPOGLSPDTNGAfDGewinne und Verlusteim Vergleich zu 2019 %p 8 6 4 2 0 −2 −4 −6+5,65 %p+2,86 %p−4,37 %p−3,39 %p+6,28 %p−5,4 %p−1,62 %pFWCDUFDPOGLSPDTNGAfD |
| AfD                               | Alternative für Deutschland                 | 03,58   | 1          | 05,2   | 1          | Kommunalwahl 2024 %3020100 29,65 %26,86 %15,33 %11,51 %13,08 %n. k. %3,58 % FWCDUFDPOGLSPDTNGAfDGewinne und Verlusteim Vergleich zu 2019 %p 8 6 4 2 0 −2 −4 −6+5,65 %p+2,86 %p−4,37 %p−3,39 %p+6,28 %p−5,4 %p−1,62 %pFWCDUFDPOGLSPDTNGAfD |
| TNG                               | Trossingen – Neue Generation                | –       | –          | 05,4   | 1          | Kommunalwahl 2024 %3020100 29,65 %26,86 %15,33 %11,51 %13,08 %n. k. %3,58 % FWCDUFDPOGLSPDTNGAfDGewinne und Verlusteim Vergleich zu 2019 %p 8 6 4 2 0 −2 −4 −6+5,65 %p+2,86 %p−4,37 %p−3,39 %p+6,28 %p−5,4 %p−1,62 %pFWCDUFDPOGLSPDTNGAfD |
| Gesamt                            | Gesamt                                      | 100 %   | 23         | 100 %  | 23         | Kommunalwahl 2024 %3020100 29,65 %26,86 %15,33 %11,51 %13,08 %n. k. %3,58 % FWCDUFDPOGLSPDTNGAfDGewinne und Verlusteim Vergleich zu 2019 %p 8 6 4 2 0 −2 −4 −6+5,65 %p+2,86 %p−4,37 %p−3,39 %p+6,28 %p−5,4 %p−1,62 %pFWCDUFDPOGLSPDTNGAfD |
| Wahlbeteiligung                   | Wahlbeteiligung                             | 48,82 % | 48,82 %    | 47,1 % | 47,1 %     | Kommunalwahl 2024 %3020100 29,65 %26,86 %15,33 %11,51 %13,08 %n. k. %3,58 % FWCDUFDPOGLSPDTNGAfDGewinne und Verlusteim Vergleich zu 2019 %p 8 6 4 2 0 −2 −4 −6+5,65 %p+2,86 %p−4,37 %p−3,39 %p+6,28 %p−5,4 %p−1,62 %pFWCDUFDPOGLSPDTNGAfD |

### Bürgermeister
An der Spitze der Stadtverwaltung und gleichzeitig Vorsitzender des Gemeinderats ist der Bürgermeister. Er wird in direkter Wahl für eine Amtszeit von acht Jahren gewählt.
Bis 1930 war die Amtsbezeichnung des Bürgermeisters Schultheiß.
- 1886–1913: Jakob Koch (Schultheiß)
- 1913–1928: Ernst Haller (ab 1927 Stadtschultheiß)
- 1928–1934: Walter Bärlin
- 1934–1945: Emil Kienzle (ab 1942 Soldat, Vertretung: Christian Messner)
- 1945–1952: Hans Neipp (1885–?, SPD), 1945 durch die französische Besatzungsmacht eingesetzt, 1949 gewählt für eine Amtszeit bis 1956, 1952 altershalber zurückgetreten[15]
- 1952–1970: Rudolf Maschke (1904–1979)
- 1970–1994: Heinz Mecherlein (1936–2009)
- 1994–2007: Lothar Wölfle (* 1958, CDU)
- 2007–2020: Clemens Maier (* 1974, Freie Wähler)
- seit 2021: Susanne Irion (* 1985, CDU)[16]

Clemens Maier wurde als Nachfolger von Martin Schairer zum Ordnungsbürgermeister in Stuttgart gewählt und trat dieses Amt zum 2. November 2020 an. Bei der Trossinger Bürgermeisterwahl am 6. Dezember 2020 konnte sich die bisherige Bürgermeisterin von Holzmaden Susanne Irion mit 56,0 % der Stimmen gegen drei Mitbewerber durchsetzen; sie hat das Amt am 1. Februar 2021 angetreten.

### Hoheitszeichen

Flagge der Stadt Trossingen

Die Stadt Trossingen führt ein Dienstsiegel, ein Wappen und eine Flagge.
| Wappen der Stadt Trossingen | Blasonierung: „In Gold (Gelb) ein schwarzer Adler mit goldenem (gelbem) Brustschild, darin drei schwarze Hirschstangen übereinander.“ |
| Wappen der Stadt Trossingen | Wappenbegründung: Der Adler stammt eigentlich aus dem Wappen des Weilers Thalhausen, der ursprünglich zur freien Reichsstadt Rottweil gehörte, später von Trossingen übernommen wurde, dann aber abgegangen ist. Die drei Hirschstangen dokumentieren die Zugehörigkeit des Kernortes zu Württemberg. |

### Städtepartnerschaften
Die Stadt pflegt offiziell drei Städtepartnerschaften.
- Die längste und intensivste besteht seit 1974 mit der nur etwas größeren französischen Stadt Cluses in Hochsavoyen. Die Partnerschaft entwickelte sich aus dem 1971 von Jacqueline Raguin und Hans Trümper ins Leben gerufenen Schüleraustausch zwischen dem Cluser College und dem Gymnasium Trossingen. Für die sehr intensiv gepflegten Partnerschaft, erhielt die Stadt Trossingen 1985 die Ehrenfahne und 1994 die Ehrenplakette des Europarats.
- Seit 1993 besteht eine Partnerschaft mit Beaverton im Bundesstaat Oregon der USA. Auch hier führte ein erfolgreicher Schüleraustausch zu der Städtepartnerschaft.
- Seit 1997 besteht eine Städtepartnerschaft mit Windhoek in Namibia. Diese ist auf Georg Quandt (* 1936)[18] zurückzuführen, der das afrikanische Land jahrelang privat besuchte und sich entschied, auch Hilfe dort anzubieten. Er konnte Kontakte zu den höchsten Stellen in Windhoek knüpfen und war bis ca. 2018 Honorarkonsul der Botschaft der Republik Namibia in Deutschland. Das Honorarkonsulat befand sich im Gebäude der Volksbank Trossingen, deren Vorstandssprecher er vor seinem Renteneintritt gewesen war. In Windhoek trägt eine Straße den Namen „Trossinger Straße“.

### Patenschaften
1974 übernahm die Stadt Trossingen die Patenschaft für das im selben Jahr in Dienst gestellte Unterseeboot U 22 vom 3. U-Bootgeschwader in Eckernförde/Ostsee. Diese endete, als das U22 im Jahre 2009 außer Dienst gestellt wurde. 2002 übernahm Trossingen die Patenschaft für die 3. Kompanie des Versorgungsbataillons der Deutsch-Französischen Brigade.

## Kultur und Sehenswürdigkeiten

### Religion

#### Geschichte
In der Stadt hat der Protestantismus eine lange Tradition. Wie im gesamten Herzogtum Württemberg wurde auch in Trossingen 1534 die Reformation eingeführt. Mit Johannes Spreter war hier auch ein bedeutender Reformator im 16. Jahrhundert beheimatet. Bis in die zweite Hälfte des 19. Jahrhunderts war Trossingen rein evangelisch. Durch die Zuwanderung von Arbeitskräften für die Harmonikaindustrie aus den umliegenden Dörfern kamen zunehmend auch Katholiken in den Ort. 1935 wurde die katholische Kirche St. Theresia geweiht. Seit den 1990er Jahren wanderten zahlreiche Aussiedler aus der ehemaligen Sowjetunion und aus Rumänien nach Trossingen ein und gründeten größere evangelische Freikirchen.

#### Konfessionsstatistik
Laut der Volkszählung 2011 waren von den 15.034 Einwohnern 39,8 % evangelisch, 26,2 % römisch-katholisch und 34 % konfessionslos oder einer anderen Glaubensgemeinschaft angehörig. Derzeit (Stand Juni 2023) sind von den 17.846 Einwohnern 26 % protestantisch, 20 % römisch-katholisch und 54 % sind konfessionslos oder gehören einen anderen Glaubensgemeinschaft an.

### Museen
Drei Museen von z. T. überregionaler Bedeutung befinden sich in der Stadt. Das Deutsche Harmonikamuseum hat die umfangreichste Sammlung von Mund- und Handharmonikas sowie branchengeschichtlichen Dokumenten deutschland- wenn nicht weltweit. Im 25. Jahr seines Bestehens, im Mai 2016, konnte das Museum an den authentischen Standort in einem denkmalgeschützten früheren Produktionsgebäude im sog. Hohner-Areal umziehen und komplett neu konzipiert wiedereröffnen. Nicht nur die instrumentengeschichtlich interessanten Details werden anschaulich präsentiert, sondern auch sozial- und industriegeschichtlich relevante Zusammenhänge und Einflüsse der Harmonika regional wie weltweit dargestellt.
Im Museum Auberlehaus befindet sich ein großes Museum der Region – unter anderem ist es ein Zweigmuseum des Staatlichen Museums für Naturkunde in Stuttgart. Die bedeutenden Sammlungen bestechen durch eine ungewöhnliche und oftmals faszinierende Präsentation. Vor allem die paläontologische und mineralogische Sammlung des Hauses hat einen überregionalen Ruf. Außerdem wird in der Afrikasammlung des Museums die Verbindung Trossingens zu Namibia und dem „Schwarzen Kontinent“ anschaulich dokumentiert.
Im Eisenbahnmuseum kann man sich über die weltweit einzigartige Geschichte der Trossinger Eisenbahn informieren, u. a. ist der Fuhrpark der Baujahre 1898, 1902, 1938, 1956 und 1968 zu sehen. Die Museumsbahn T1 gehört zu den ältesten noch betriebsfähigen elektrischen Eisenbahnen der Welt.

### Funde und Ausgrabungen
- Ab 1911 wurden Reste von 55 Plateosaurus engelhardti, zwei Schildkröten Proganochelys quenstedti sowie Muscheln und Ammoniten in und um Trossingen gefunden und begründeten den Ruf Trossingens als einer der größten Dinosaurierfundorte Deutschlands (siehe auch Museum Auberlehaus). Seit September 2007 graben Wissenschaftler des Staatlichen Museums für Naturkunde Stuttgart wieder an der Fundstätte. Tübinger Forscher erkannten 2022, dass eines der hundert Jahre zuvor gefundenen und damals als Plateosaurus engelhardti identifizierten Skelette einer anderen, bislang unbekannten Art angehören muss, die sich auf vier Beinen fortbewegte; diese erhielt den Namen Tuebingosaurus maierfritzorum.[21]
- Spuren einer (seltenen) zweiteiligen keltischen Viereckschanze sind in Trossingen zu sehen.
- Neben der unweit gelegenen Gemeinde Oberflacht gilt Trossingen als bedeutende Fundstätte für Nassholzfunde, denn aufgrund der tonigen Lehmböden sind alamannische Grabeinbauten und -beigaben außerordentlich gut erhalten. Im Jahre 2002 konnte so die bislang einzige vollständig erhaltene und beschnitzte Leier aus dem 6. Jahrhundert geborgen werden, die sogenannte Trossinger Leier. Die Originalfunde werden im Archäologischen Landesmuseum in Konstanz und zum Teil auch im Museum Auberlehaus gezeigt.

### Bauwerke

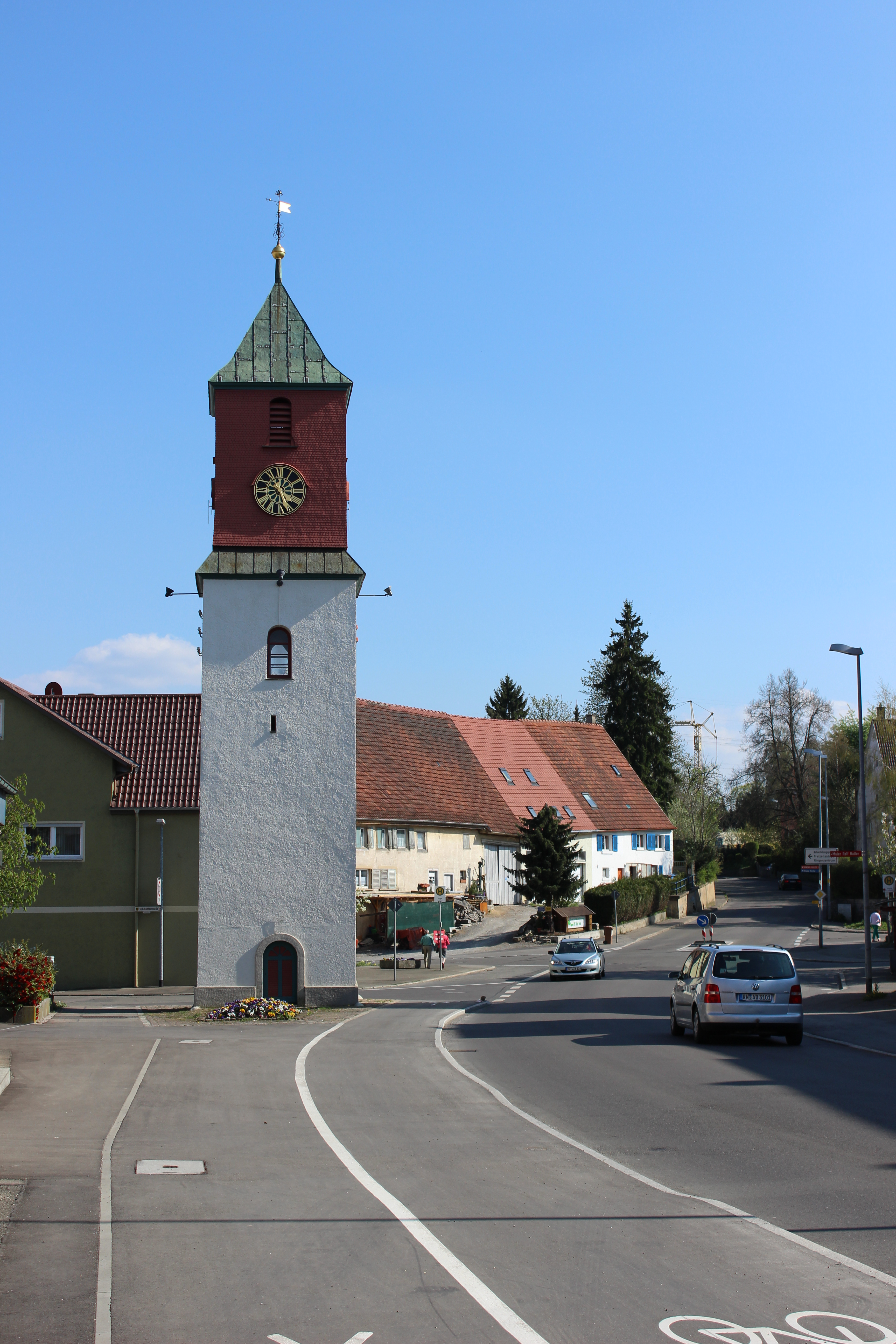
Das Trossinger Türmle

- Als eine Art Wahrzeichen der Stadt gilt das Türmle, ein Überbleibsel der mittelalterlichen St.-Anna-Kirche an der Ernst-Haller-Straße.
- Eines der markantesten Gebäude ist das 1873 erbaute ehemalige „Schulhaus auf der Löhr“, das ab 1933 von der Firma Hohner als Fachschule für angehende Akkordeonlehrer, später Hohner-Konservatorium genannt, genutzt wurde. Seit 2010 ist dort die städtische Musikschule untergebracht.
- Das stattliche Rathaus wurde 1904 erbaut und hat eine eindrucksvolle Fassade mit Jugendstil-Elementen.
- Seit 1960 befindet sich in Trossingen das über die Region hinaus für seine hervorragende Akustik bekannte Dr.-Ernst-Hohner-Konzerthaus mit über 800 Sitzplätzen, das als drittes Gebäude der 1960er Jahre in Baden-Württemberg (nach der Stuttgarter Liederhalle und dem Fernsehturm) unter Denkmalschutz gestellt wurde.
- Das „Alte Rat- und Schulhaus“, im Kern aus dem Jahre 1522 und damit der älteste erhaltene Profanbau der Stadt, wurde 1989 von einer Bürgerinitiative vor dem Abriss bewahrt und von dieser denkmalgerecht saniert.
- Das sog. „Hohner-Areal“, bis 1995 Produktionsmittelpunkt der Matth. Hohner AG im Stadtzentrum, hat sich nach dem Abriss zahlreicher Fabrikgebäude Ende der 1990er Jahre und seit der Eröffnung der „Kulturfabrik Kesselhaus“ im Jahr 2002 schrittweise zu einem regional beispielhaften städtebaulichen Komplex urbanen Charakters mit einer Mischnutzung aus Wohnen, Kultur, Bildung, Gastronomie und Gewerbe entwickelt. Das ehemalige Maschinen- und Kesselhaus als Keimzelle aller Erhaltungsmaßnahmen war „Denkmal des Monats April 2004“ der Denkmalstiftung Baden-Württemberg. Seitdem sind die weiteren vom Abriss verschont gebliebenen Bauten AA, A, B, C, L und V des „Hohner-Areals“ in privater und gewerblicher Initiative saniert worden. Zuletzt wurde kurz vor seinem drohenden Abriss der monumentale Bau V (zuvor bereits zum Teil als Ausstellungsraum des Kunstvereins Trossingen und des Deutschen Harmonikamuseums genutzt) von einem auswärtigen Investor aufgekauft und in den Jahren 2008/2009 erfolgreich saniert. Heute befinden sich im Bau V u. a. die Stadtbücherei, das Hohner-Konservatorium und die Sonderausstellungsfläche des Deutschen Harmonikamuseums. Der erfolgreich denkmalgerecht sanierte Bau V wurde 2010 mit dem Denkmalschutzpreis Baden-Württemberg ausgezeichnet. Bau AA, A und C sowie „Altes Rat- und Schulhaus“ sind zwei von insgesamt fünf Projekten der Deutschen Stiftung Denkmalschutz im Landkreis Tuttlingen. Die IHK Schwarzwald-Baar-Heuberg sieht im „Hohner-Areal“ Ansätze für die Bildung eines „Kreativwirtschaft-Clusters“.
- Die städtische „Kulturfabrik Kesselhaus“ im „Hohner-Areal“ ist Ort für Kabarett, Kleinkunst, Theater und Musik sowie beliebte Location für Partys und andere Events. Das Kesselhaus war früher die Heizzentrale der Fa. Hohner, in der aus Kohle Strom erzeugt wurde. Es ist heute ein Industriedenkmal, in dem die historischen Generatoren und Maschinen noch zu sehen sind.
- Die älteste Kirche der Stadt ist die evangelische Kirche in Schura. Sie wurde 1737 erbaut und ist durch ihren schiefen Turm bekannt.
- Die Martin-Luther-Kirche ist die älteste Kirche des Stadtteils Trossingen. Sie wurde 1743–1746 auf Fundamenten früherer Kirchen erbaut. Die mittelalterliche Kirche hieß „Marienkirche“, ab 1927 wurde sie „Stadtkirche“ genannt, und 1933 erhielt sie anlässlich des 450. Geburtstages des Reformators Martin Luther dessen Namen. Im Chor der Kirche herrschen für eine evangelische Kirche überraschenderweise barocke Farben und Stilelemente vor, die bei der Renovierung 1973/74 wieder freigelegt wurden. Im Langhaus dominieren seit der Renovierung von 1927 Stilelemente des Expressionismus. Außerdem geben der Kirche zahlreiche farbige Fenster aus dem 20. Jahrhundert das Gepräge, geschaffen von Rudolf Yelin der Ältere und Rudolf Yelin der Jüngere, gestiftet von der Fabrikantenfamilie Hohner. Der markante Zwiebelturm stammt aus dem Jahre 1756.

### Traditionen

#### Trossinger Morgensupp
Bei der Trossinger Morgensupp handelt es sich nicht um eine deftige Mahlzeit als vielmehr um ein Viertel Württemberger Wein, meist rot, und frischen „Häpfekranz“ (Hefekranz). Wenn er besonders gut schmecken soll, wird er mit viel „Zibeebe“ (Rosinen) gebacken.

#### Trossinger Heimatlied
Zu festlichen Anlässen wird gelegentlich auch das Trossinger Heimatlied (Josef Zepf/Fritz Jöde) gesungen, eine „Lokalhymne“ auf die Stadt und die Baar, welche im Jahre 1957 anlässlich der 100-Jahr-Feier der Fa. Hohner komponiert wurde.

### Regelmäßige Veranstaltungen
- Trossinger Pfingstmarkt: 1828 wird dieses Volksfest durch ein königliches Dekret erstmals zugelassen. Es wird am Freitag vor Pfingstsonntag mit einem kurzen ökumenischen Gottesdienst auf dem Markt eröffnet und dauert bis zum Dienstag nach Pfingstmontag an. Jedes Jahr strömen Tausende von Besucher aus nah und fern in die Innenstadt, um zu kaufen, zu feiern oder die Vergnügungsangebote auf dem Rummelplatz zu nutzen.
- Kilbemarkt (Kilbemärt): Dieser Krämermarkt findet Ende September (um Kirchweih) statt und wurde 1978 eingeführt.
- Alle vier Jahre findet in Trossingen das World-Harmonika-Festival, die Mundharmonika-Weltmeisterschaften, mit mehreren Tausend Besuchern aus der ganzen Welt statt.
- Trossinger Blues-Fabrik: jährliches Festival in der „Kulturfabrik Kesselhaus“ und das 5-jährige World Harmonica Festival im Hohner-Areal mit dem Schwerpunkt „Bluesharp“, das auch Workshops rund um das Thema Blues anbietet. Zahlreiche Blues-Größen aus dem In- und Ausland waren seit Beginn im Jahr 2002 dabei, u. a. Abi Wallenstein, B. B. & The Blues Shacks, Steve Baker (GB), Toots Thielemans, Joe Filisko (USA), Carlos Del Junco (CAN), Brendan Power (NZ/GB) und Louisiana Red.
- Das Festival „Akkordeon grenzenlos“ mit hochkarätigen Konzerten und Workshops wird jährlich in der Woche nach Ostern vom Hohner-Konservatorium veranstaltet.
- In den 1990er Jahren fand jährlich im Juli/August das Strange Noise Festival statt, ein Open-Air-Festival, das bis zu 40 000 Besucher anzog[24]

### Freizeit

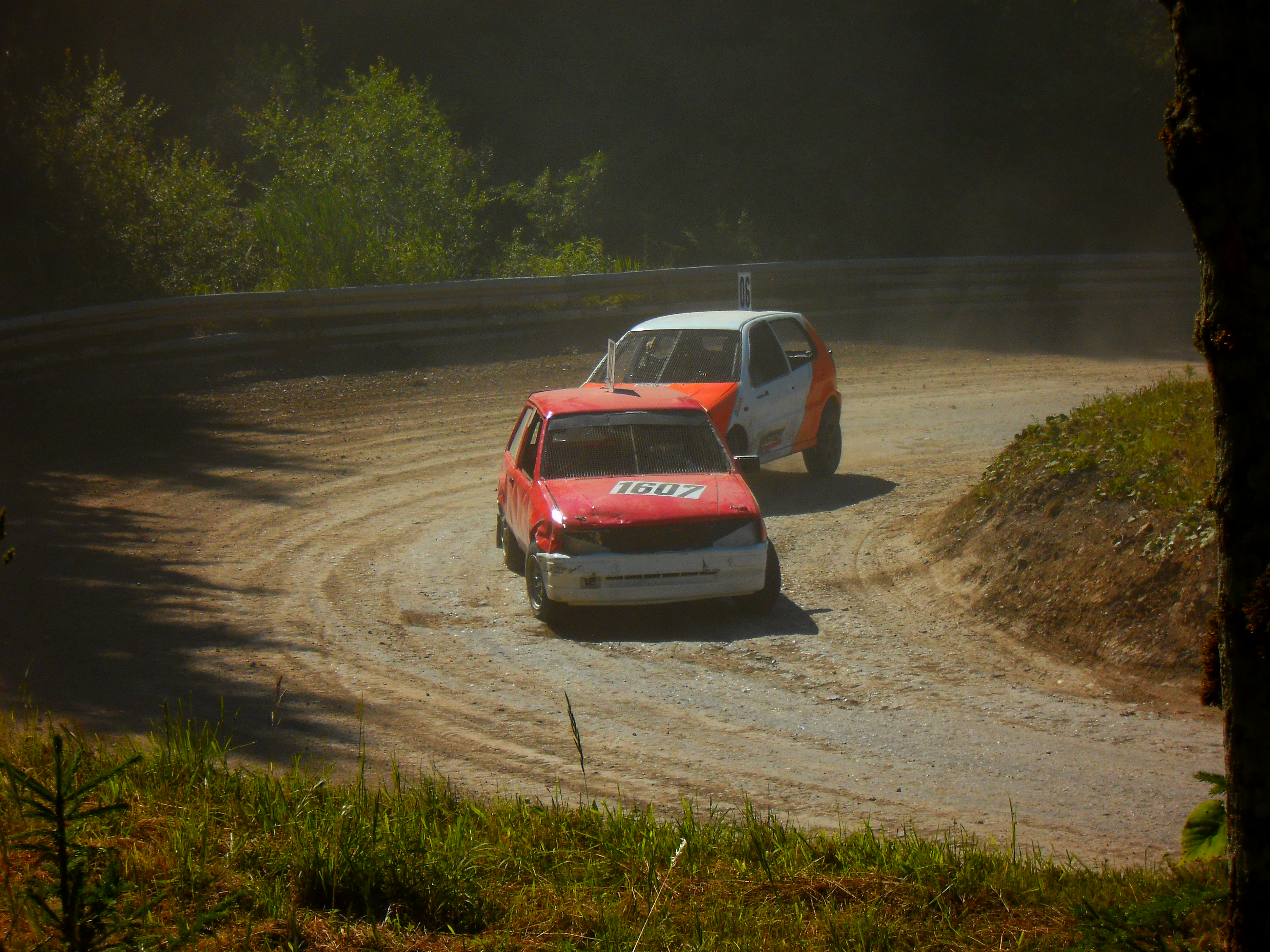
Auto-Cross-Rennen (2011)

Zu den besonderen Freizeitangeboten zählen eine Stadtbibliothek mit rund 27.000 Medien, ein Stadion und ein kommunales Kino. Mit der Troase hat Trossingen ein Freibad mit einer 83 m langen Wasserrutsche, das als Naturbad betrieben wird. Der größte Sportverein ist mit über 1000 Mitgliedern die TG Trossingen.

### Tourismus
Trossingen liegt an der Deutschen Uhrenstraße und ist Anfangs- bzw. Endpunkt der Schwäbischen Albstraße. Die Stadt ist dem Tourismusverband „Donaubergland“ angeschlossen. Das Museum Auberlehaus ist zudem Infostelle des Geoparks Schwäbische Alb.

## Wirtschaft und Infrastruktur

### Verkehr

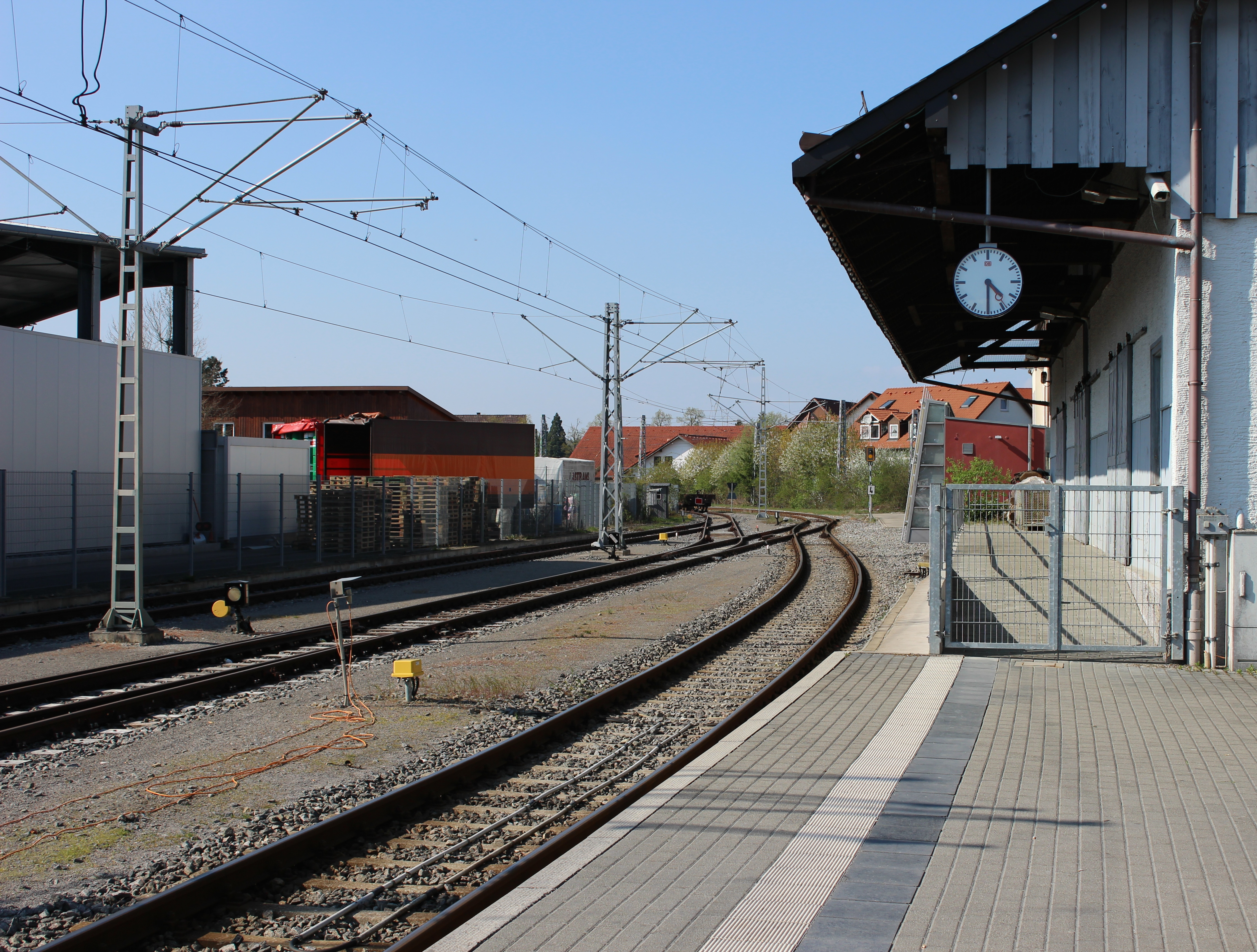
Der Bahnhof „Trossingen Stadt“

Trossingen ist mit Landes- und Kreisstraßen mit den Bundesstraßen 14, 27 und 523 verbunden, die zwischen den Städten Tuttlingen, Rottweil und Villingen-Schwenningen ein Dreieck bilden. Allerdings ist die Ausschilderung Trossingens in der Region relativ spärlich, insbesondere in den Landkreisen Rottweil und Schwarzwald-Baar, die beide an die Stadt grenzen. So findet sich z. B. aus Richtung Rottweil kommend erst ca. vier Kilometer vor Trossingen der erste Hinweis auf die Stadt.
Rund vier Kilometer westlich von Trossingen befindet sich die Autobahnausfahrt Villingen-Schwenningen (BAB 81).
Trossingen ist bequem per Bahn zu erreichen. Um einen Eisenbahnanschluss zu bekommen, bauten Bürger Ende des 19. Jahrhunderts eine rund vier Kilometer lange Bahnstrecke vom Ortskern zur Bahnstrecke Rottweil–Villingen. Im Jahre 1898 eröffnet, war diese Bahn eine der ersten elektrischen Eisenbahnen in Württemberg. Sie fuhr bis im Jahr 2003 im Regelbetrieb als Trossinger Eisenbahn, betrieben von der Stadt Trossingen. Mittlerweile ist die Strecke Bestandteil des Ringzug-Konzeptes, das viele Orte in der Region mit S-Bahn-ähnlichem Angebot verbindet, etwa 40 Mal am Tag steuern die Züge Trossingen an.
Der Busverkehr erfolgt im Rahmen des Verkehrsverbunds Schwarzwald-Baar-Heuberg (move), wobei die Linie 115 als innerstädtische Ringlinie verkehrt.

### Wirtschaft
Im Jahr 2022 erzielte Trossingen Einnahmen aus der Gewerbesteuer in Höhe von 11,38 Millionen Euro. Mit einem Gewerbesteuerhebesatz von 360 % liegt Trossingen im oberen Mittelfeld aller Gemeinden Deutschlands.

### Ansässige Unternehmen

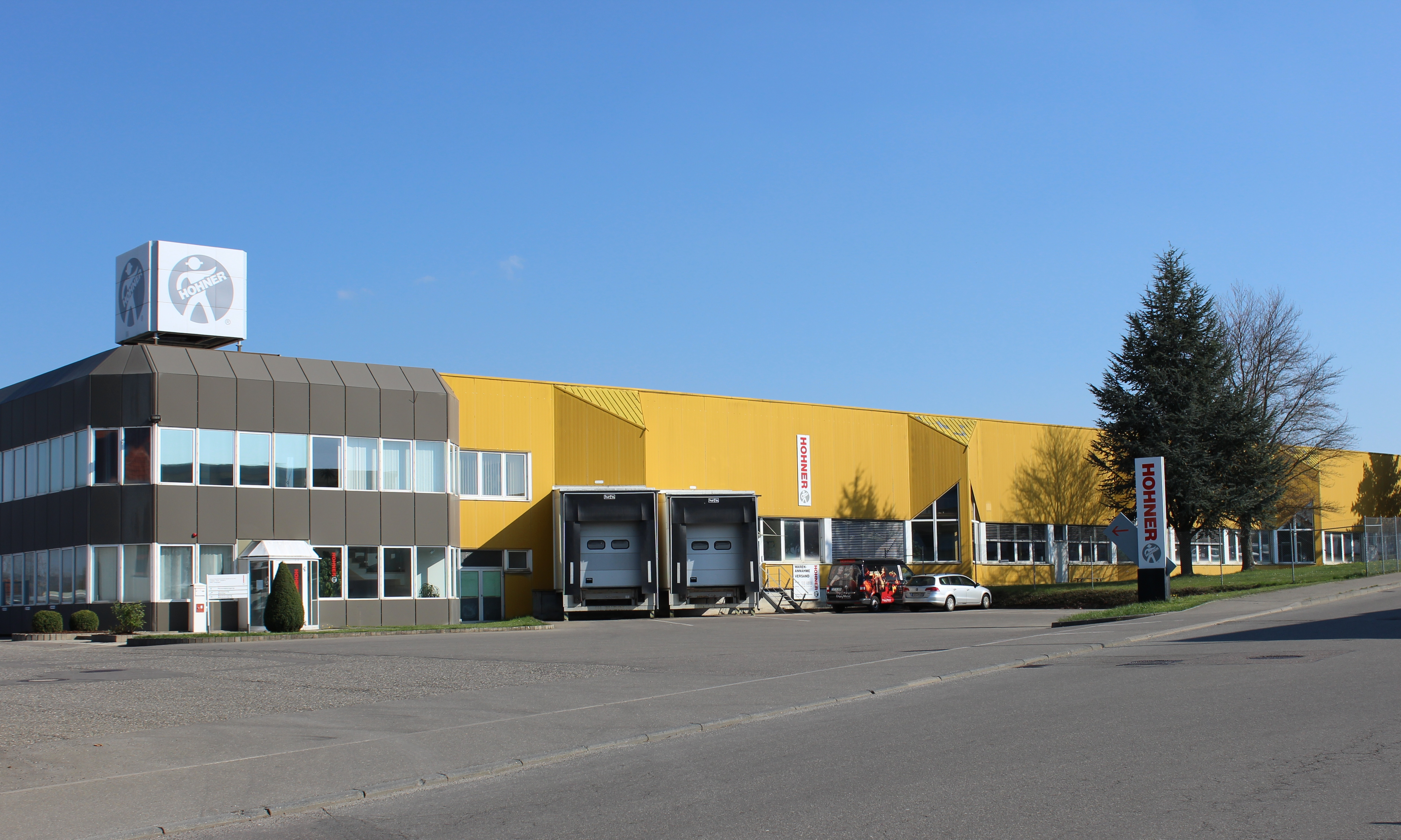
Der Sitz der Firma Hohner

Von besonderer Bedeutung für die Geschichte der Stadt ist das Trossinger Musikinstrumenten-Unternehmen „Hohner“. Es wurde 1857 von Matthias Hohner gegründet und hat den Aufstieg des einstigen Bauerndorfes Trossingen zur Musikstadt begründet. Es hat im Laufe des 20. Jahrhunderts mehrere andere Trossinger Harmonikafabriken (Christian Messner, Andreas Koch und Christian Weiß) übernommen und in seiner Blütezeit bis zu 5000 Arbeitnehmer beschäftigt. Hohner hat weltweite Bedeutung durch die Herstellung von Mundharmonikas und Akkordeons. In den 1970er Jahren begannen die wirtschaftliche Krise und der Niedergang des Unternehmens. Heute liegt die Zahl der Beschäftigten unter 200.
Zu den größeren Arbeitgebern in der Stadt gehören außerdem:
- FK Feinpapier Kompetenz GmbH (ehemals Efka-Werke; Zigarettenhülsen)
- TR Electronic (Drehgeber und Lineargeber)
- Walter Straßenbau KG (Straßen-, Tief- und Kanalbau)
- Ritzi GmbH (Displays und Shopsysteme)
- Haas Schleifmaschinen GmbH
- Staatliche Hochschule für Musik Trossingen
- Held GmbH Maschinenbau

Etwa jeder fünfte Arbeitsplatz in Trossingen hängt mit der Musik zusammen.

### Medien
Seit 1896 erscheint (mit Unterbrechung im Dritten Reich) die Trossinger Zeitung, ursprünglich als eigenständiges Blatt, seit 1961 unter gleichem Titel als Lokalausgabe der Schwäbischen Zeitung. Die Lokalausgabe des Schwarzwälder Boten wurde 2004 eingestellt (im Gegenzug verzichtete die Schwäbische Zeitung auf ihre Rottweiler und Schramberger Lokalredaktionen). In der Schwenninger Ausgabe der Südwest-Presse (Die Neckarquelle) erscheinen täglich ein bis zwei Seiten mit Berichten aus Trossingen. Seitdem die Neckarquelle in direkter Konkurrenz zur Trossinger Zeitung ebenfalls ausgetragen wird, hat sich die Zusammenarbeit der beiden Redaktionen reduziert.
Trossingen liegt ferner im offiziellen Zuständigkeitsgebiet folgender regionaler/lokaler Hörfunksender: Radio Neckarburg, Radio 7 und SWR4 BW Radio Südbaden (mit dem Subregionalfenster „Radio Schwarzwald-Baar-Heuberg“). Da aber Trossingen und einige andere Städte historisch betrachtet württembergisch sind, sendet auch SWR4 Radio Tübingen (inoffiziell) für dieses Gebiet. Seit Februar 2006 gibt es auch Regionalfernsehen: Regio TV Bodensee sendet auch für die Region Schwarzwald-Baar-Heuberg.

### Parks

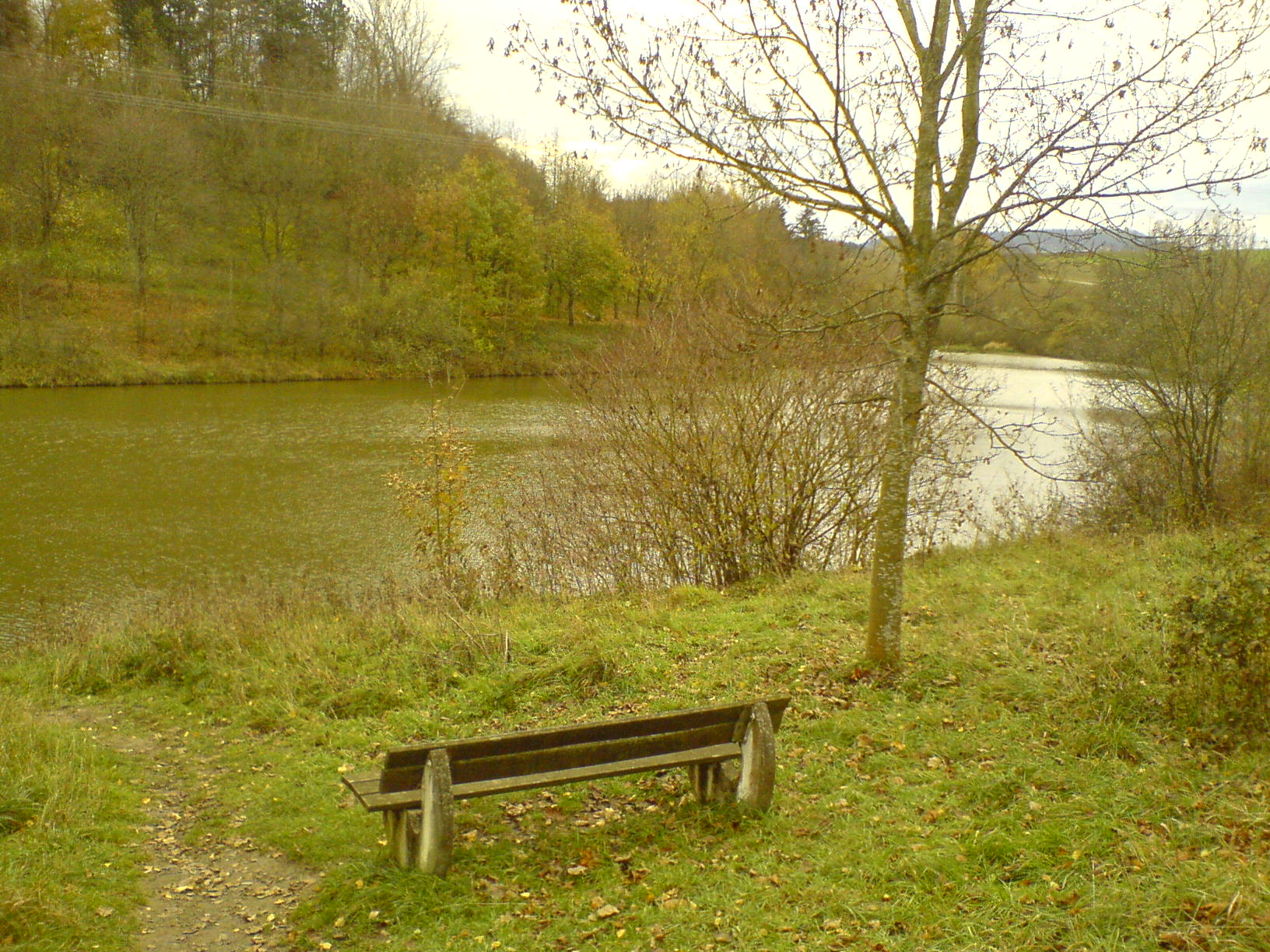
Der Gaugersee

Am Stadtrand, zwischen Trossingen und Schura gelegen, befindet sich das Naherholungsgebiet Gauger. Es besteht u. a. aus einem kleinen See, einigen Spazier- und Wanderwegen und einem Wildgehege.

Troase – Kinderbereich

Das Naturbad Troase ist ein künstlich angelegtes, naturnahes Freibad, das ohne den Einsatz von Chemikalien auskommt. Es wurde am 23. Juli 2005 eröffnet und entstand nicht zuletzt durch das ehrenamtliche Engagement zahlreicher Bürger, die nicht hinnehmen wollten, dass Trossingen nach der geplanten Schließung des alten Freibads ohne Schwimmmöglichkeit im Sommer war.

### Bildung
In Trossingen sind Bildungseinrichtungen von der Grundschule bis zur Hochschule vorhanden. Aus der großen Tradition der Harmonikaindustrie gingen zahlreiche musikalische Einrichtungen hervor, an ihrer Spitze die Staatliche Hochschule für Musik Trossingen. Mit ihr zusammen begründen die Bundesakademie für musikalische Jugendbildung, das Hohner-Konservatorium, das Dr.-Ernst-Hohner-Konzerthaus und die Musikschule Trossingen den Ruf Trossingens als Musikstadt.
Zudem gibt es drei Grundschulen (Friedensschule, Rosenschule und die Kellenbachschule im Stadtteil Schura), eine Hauptschule (Löhrschule) mit Werkrealschule, eine Förderschule (Solwegschule), eine Realschule und ein Gymnasium (mit naturwissenschaftlichem, sprachlichem und musischem Bildungsprofil) sowie eine „Schule des Lebens“ mit sozialpädagogischer Betreuung (in freier Trägerschaft). Die einst eigenständige Volkshochschule ist heute Außenstelle der VHS Tuttlingen. Seit dem 1. Oktober 2023 führt Trossingen die offizielle Zusatzbezeichnung „Hochschulstadt“.
Das allgemeinbildende Gymnasium ist zugleich Musikgymnasium als eines von drei Elitegymnasien in Baden-Württemberg.
Auch der 1931 in Trossingen gegründete Deutsche Harmonika-Verband und die Bundesvereinigung Deutscher Orchesterverbände (BDO) haben ihren Sitz in der Stadt.

## Persönlichkeiten

### Ehrenbürger
- 1924 Kommerzienrat Jakob Hohner, * 2. April 1861; † 22. Februar 1946, Harmonikafabrikant, ältester Sohn des Unternehmensgründers Matthias Hohner
- 1928 Ernst Haller, * 1879; † 1961, 1913–1928 Schultheiß (1927 Stadtschultheiß)
- 1946 Ernst Hohner, * 28. Juni 1886; † 16. Oktober 1965, Harmonikafabrikant, Stadtrat (1. Beigeordneter), Enkel des Unternehmensgründers
- 1952 Karl Hohner, * 21. Dezember 1891; † 1971, Harmonikafabrikant, Enkel des Unternehmensgründers
- 1967 Hans Lenz, * 12. Juli 1907; † 28. August 1968, Stadtrat, 1953–1967 MdB (FDP), 1961–1962 Bundesschatzminister, 1962–1965 Bundesminister für wissenschaftliche Forschung
- 1968 Matthias Hohner, * 20. August 1898; † 27. Dezember 1978, Harmonikafabrikant, Enkel des Unternehmensgründers
- 1970 Rudolf Maschke, * 27. März 1904; † 4. Januar 1979, 1952–1970 Bürgermeister, „Baumeister der Stadt“
- 1987 Fritz Trümper, * 5. Januar 1902; † 1989, Rektor, Stadtrat, jahrzehntelang Leiter der Volkshochschule
- 1987 Engelhard Walter, * 22. April 1914; † 1990, Bauunternehmer, Stadtrat (Bürgermeister-Stellvertreter)
- 1987 Georg Schmid, * 26. Juni 1914, Betriebsratsvorsitzender, Stadtrat
- 2012 Ernst Pfister, * 28. April 1947; † 4. September 2022, Stadtrat, Bürgermeister-Stellvertreter, 2004–2011 baden-württembergischer Wirtschaftsminister[27]
- 2013 Ernst Burgbacher, * 28. Mai 1949, Bundestagsabgeordneter und parlamentarischer Staatssekretär a. D.
- 2017 posthum: Hans Trümper, * 15. November 1937; † 27. August 2017, Studiendirektor, langjähriger Stadtrat und Bürgermeisterstellvertreter, Vater der Städtepartnerschaft mit Cluses.[28]

#### Ehrenbürgerschaft später aberkannt
- 1935 Fritz Kiehn, * 15. Oktober 1885; † 1. September 1980, Fabrikant (Efka-Werke), Stadtrat, 1932–1945 Reichstagsabgeordneter, Inhaber zahlreicher Ämter und Funktionen im Dritten Reich (1945 Ehrenbürgerrecht aberkannt, 1955 Aberkennung aufgehoben, 2000 Aberkennung von 1945 bestätigt.)

### Söhne und Töchter der Stadt

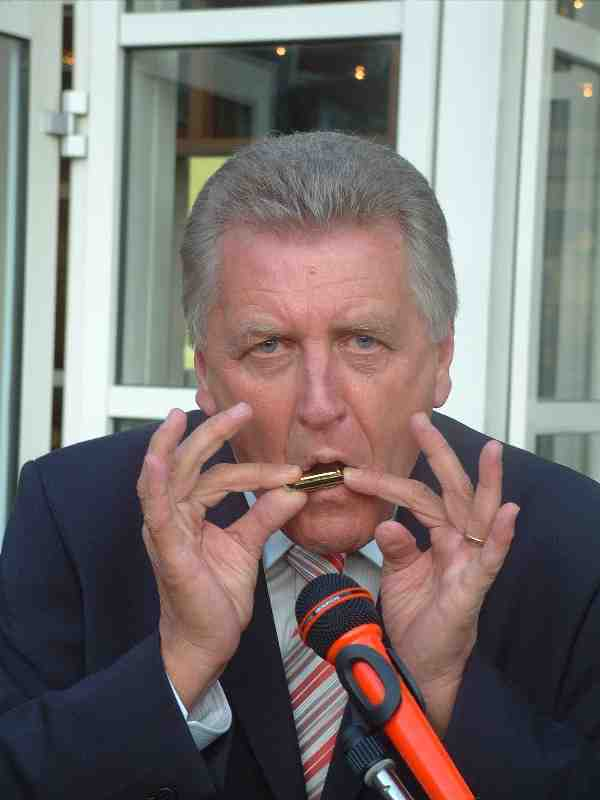
Der ehem. baden-württembergische Wirtschaftsminister Ernst Pfister aus
Trossingen spielt die kleinste Mundharmonika der Welt (2004)

In Trossingen geboren sind die folgenden bekannten Persönlichkeiten:
- Christian Messner, * 1. November 1805; † 13. Dezember 1874, Harmonikafabrikant, Begründer der Trossinger Harmonika-Industrie (1830)
- Matthias Hohner, * 12. Dezember 1833; † 11. Dezember 1902, Harmonikafabrikant, Gründer des gleichnamigen Unternehmens (1857), das sich zum größten Harmonika-Hersteller der Welt entwickelte
- Eugen Frank, * 31. Dezember 1854; † 27. April 1914, Chemiker
- Robert Majer, * 22. Dezember 1857; † 15. November 1944, württembergischer Oberamtmann
- Ernst Hohner, 28. Juni 1886; † 16. Oktober 1965, Harmonikafabrikant
- Egon Strohm, * 24. Oktober 1904; † 2. Mai 1983, Journalist, Schriftsteller und Übersetzer
- Willi Kratt, * 21. März 1905; † nach März 1968, Landrat, Ministerialbeamter und Kaufmann
- Hans Lenz, * 12. Juli 1907; † 28. August 1968, Stadtrat, 1953–1967 MdB (FDP), 1961–1962 Bundesschatzminister, 1962–1965 Bundesminister für wissenschaftliche Forschung
- Eberhard Rees, * 28. April 1908; † 2. April 1998 (DeLand, Florida/USA). Raketenspezialist und von 1970 bis 1973 Direktor des Marshall Space Flight Centers in Huntsville (Alabama/USA)
- Karl Demetz, * 17. Juni 1909; † 28. März 1986, Tier- und Landschaftsmaler
- Herbert Walz, * 7. November 1915; † 23. Januar 2002, Schriftsteller und Heimatdichter
- Johann Schmidt, * 28. Dezember 1922; † 14. Juni 2010, Jurist, oberster bayerischer Verwaltungsrichter und stellvertretender Präsident des Bayerischen Verfassungsgerichtshofs
- Hans Dieter Bohnet, 1. Januar 1926; † 2006, Bildhauer
- Helmuth Herold, * 1. August 1928; † 3. Mai 2001, Musiker
- Emil Kiess, * 10. Februar 1930, Bildender Künstler
- Edeltraud Eiberle, * 27. März 1936, Leichtathletin, Fünfkämpferin, Europameisterschaft-Dritte
- Rainer Laufs, * 19. Juli 1939; † 23. Juli 2012, Mikrobiologe und Hochschullehrer
- Gerhard Neipp, * 16. August 1939; † 16. Juli 2019, Manager (Hoesch AG, RAG Aktiengesellschaft)
- Anne Birk, * 20. August 1942; † 29. Juli 2009, Schriftstellerin
- Peter Dombrowsky, * 9. August 1945; † 11. Oktober 2022, Politiker (CDU), 1974–2000 Bürgermeister von Alpirsbach, 2000–2010 Landrat des Landkreises Freudenstadt
- Ernst Pfister, * 28. April 1947; † 4. September 2022, Politiker, 1980–2011 MdL (FDP), 2004–2011 Wirtschaftsminister und 2004–2006 stellv. Ministerpräsident des Landes Baden-Württemberg
- Ernst Burgbacher, * 28. Mai 1949, Politiker (FDP), MdB 1998–2013, 2002–2013 Parlamentarischer Geschäftsführer der FDP-Bundestagsfraktion und 2009–2013 Parlamentarischer Staatssekretär im Bundesministerium für Wirtschaft und Technologie
- Dieter W. Haller, * 26. Januar 1954; † 25. November 2024, Diplomat, Botschafter der Bundesrepublik Deutschland
- Regine Hengge, * 2. November 1956, Mikrobiologin, seit 1998 Professorin an der Freien Universität Berlin, Leibniz-Preis 1998
- Roland Eberlein, * 19. Oktober 1959, Musikwissenschaftler, Vorsitzender der Walcker-Stiftung für orgelwissenschaftliche Forschung, Privatdozent der Universität Köln, Verlagsinhaber
- Volker Neipp, * 17. Mai 1969, Initiator der neuerlichen Öffnung der Trossinger Saurierfundstätte 2007, Autor heimatkundlicher Themen und Ehrenamtlicher Leiter des Museum Auberlehaus
- Elisabeth Büchle, * 26. Juni 1969, Autorin

### Persönlichkeiten, die vor Ort wirken oder gewirkt haben
Bekannte Persönlichkeiten mit Wohnsitz in Trossingen während einer relevanten Schaffensperiode sind hier aufgeführt, sofern man sie nicht in den Vorabschnitten findet.
- Johannes Spreter, * vor 1490; † um 1549, Reformator von Trossingen
- Jakob Schneckenburger, * 23. Dezember 1769; † 17. April 1841, Abgeordneter im württembergischen Landtag als Vertreter des Oberamts Tuttlingen
- Gerhard Strecke, * 13. Dezember 1890, † 8. Dezember 1968, Komponist, 1945–1953 Professor an der Musikhochschule Trossingen
- Hugo Herrmann, * 19. April 1896, † 7. September 1967, Komponist, Organist, Chorleiter. Von 1935 bis 1963 war er Leiter der Trossinger Harmonika-Fachschule (später Städtische Musikschule Trossingen, heute Hohner-Konservatorium).
- Elly Beinhorn, * 30. Mai 1907, † 28. November 2007, Pilotin und Autorin; brach mehrere Weltrekorde, Ehefrau des Rennfahrers Bernd Rosemeyer, lebte in der Nachkriegszeit rund 10 Jahre in Trossingen
- Helmut Degen, * 14. Januar 1911; † 2. Oktober 1995, Komponist, Organist und Dirigent
- Ernst Zacharias, * 21. Juni 1924; † 6. Juli 2020, Ingenieur; erfand in Trossingen zahlreiche Musikinstrumente, die von der Firma Hohner hergestellt wurden
- Gerd Witte, * 14. Juni 1927; † 7. Dezember 2015, Kantor der Martin-Luther-Kirche Trossingen, Professor für Orgel und evangelische Kirchenmusik an der Musikhochschule Trossingen, Komponist
- Wendelin Matt, * 1934, Bildhauer und Bürgermedaillenträger[29]
- Gerhard Hamann, * 27. Januar 1935; † 11. September 2000, Cellist und Professor an der Musikhochschule Trossingen
- Peter Hoch, * 1937, Musikpädagoge und Komponist; von 1974 bis 2001 Dozent und stellvertretender Direktor der Bundesakademie für musikalische Jugendbildung in Trossingen
- Gaby Hauptmann, * 14. Mai 1957, freie Journalistin, Filmemacherin und Autorin; geboren in Schwenningen, aufgewachsen in Trossingen
- Frank Golischewski, * 1960, Kleinkünstler, Komponist mehrerer Musicals mit Trossinger Uraufführungen
- Matthias Berg, * 3. Oktober 1961, Gemeinderat, Hornist, Sportler und erster Bürgermedaillenträger, wohnte ab dem zehnten Lebensjahr in Trossingen[29][30]
- Ferdinand von Schirach, * 12. Mai 1964, Schriftsteller und Strafverteidiger; verbrachte seine Kindheit in Trossingen